# Die Kriminalpolizei
Die Kriminalpolizei – Zeitschrift der Gewerkschaft der Polizei ist eine seit 1983 erscheinende deutsche Fachzeitschrift. Sie ist die Zeitschrift der Gewerkschaft der Polizei (GdP) und erscheint vierteljährlich mit einem Umfang von etwa 35 Seiten im Verlag Deutsche Polizeiliteratur in Hilden. Die Ausgaben bis 1998 sind online frei verfügbar.

## Geschichte
Die Zeitschrift erscheint seit 1983 und wurde anfangs vom Landesbezirk Baden-Württemberg der GdP und bis 1995 von den Landesbezirken Baden-Württemberg und Berlin herausgegeben. Frühere Verlage waren das Sozialwerk der Polizei in Eberdingen, der GdP-Landesbezirk in Stuttgart, die BWH-Anzeigen- und BWH-Verlags-Agentur in Hemsbach und die SBW-Informations- und Verlags-Gesellschaft in Worms.